# Christian Bolaños
Christian Bolaños Navarro (San José, 17 de maio de 1984), é um ex-futebolista costa-riquenho que atuava como Ponta direita.

## Carreira
Integra também a Seleção Costarriquenha de Futebol, desde 2005. Disputou, inclusive, a Copa do Mundo de 2006. Conquistou a Liga dos Campeões da CONCACAF de 2005 pelo Deportivo Saprissa, conquistando o direito de participar do Campeonato Mundial de Clubes da FIFA de 2005. Terminou o torneio em 3º lugar marcando um gol contra o Sydney FC nas quartas-de-final e conquistando a bola de bronze do torneio.Integrou o elenco histórico da Costa Rica na copa de 2014 sendo titular dos Ticos que conseguiram alcançar as quartas de final.
Bolaños foi titular da Costa Rica na campanha mais surpreendente da Copa do Mundo - sua seleção se classificou em primeiro num grupo com Itália, Uruguai e Inglaterra, eliminou a Grécia nas oitavas de final e só foi eliminada pela Holanda nos pênaltis, nas quartas de final. 